# Paranauphoeta formosana
Paranauphoeta formosana är en kackerlacksart som beskrevs av Matsumura 1913. Paranauphoeta formosana ingår i släktet Paranauphoeta och familjen jättekackerlackor.
Artens utbredningsområde är Taiwan. Inga underarter finns listade i Catalogue of Life.